# هاري بورنس هاتشينز
هاري بورنس هاتشينز (بالإنجليزية: Harry Burns Hutchins)‏ هو مربي أمريكي، ولد في 8 أبريل 1847 في ليسبون في الولايات المتحدة، وتوفي في 25 يناير 1930 في آن آربر في الولايات المتحدة.